# جيوفاني كونتي
جيوفاني كونتي (بالإيطالية: Giovanni Conti)‏ هو سياسي إيطالي، ولد في 17 نوفمبر 1882 في إيطاليا، وتوفي في 1 مارس 1957 في روما في إيطاليا. حزبياً، نشط في الحزب الجمهوري الإيطالي. وقد انتخب member of the Chamber of Deputies of the Kingdom of Italy ‏ وانتخب member of the Constituent Assembly of Italy ‏ وانتخب عضو مجلس الشيوخ الإيطالي.